# Cristian Rovira Pardo
Cristian Rovira Pardo (Barcelona, 21 de setembre de 1974) es un empresari i escriptor català, vinculat a l'àmbit de la discapacitat, la responsabilitat social i l'emprenedoria.
És soci i vicepresident de Grupo SIFU, centre especial de treball amb presencia a tot l'Estat espanyol fundat el 1993 per Albert Campabadal Mas.
Des de l'any 2006, ha estat implicat en diferents organismes de l'àmbit empresarial com AIJEC, CEAJEo Foment del Treball Nacional. L'any 2016 va entrar a formar part de la junta directiva de la European Association of Service Providers for Persons with Disabilities (EASPD), convertint-se en el primer espanyol en entrar en aquest organ de govern.
És autor del llibre Responsabilidad Social competitiva. Empresas que hacen bien su Trabajo y el bien con su trabajo (Edicions Urano, Empresa Activa, 2017).